# Wyspa Carneya
Wyspa Carneya (ang. Carney Island) – wyspa w obrębie Lodowca Szelfowego Getza w Antarktydzie Zachodniej u Wybrzeża Bakutisa na Ziemi Marii Byrd.

## Nazwa
Nazwa nadana przez amerykański Advisory Committee on Antarctic Names (tłum. „Komitet doradczy ds. nazewnictwa Antarktyki”) upamiętnia admirała Roberta Carney’a (1895–1990), dowódcę operacji morskich podczas operacji Deep Freeze w ramach Międzynarodowego Roku Geofizycznego 1957–1958 .

## Geografia
Wyspa Carneya leży w obrębie Lodowca Szelfowego Getza u Wybrzeża Bakutisa na Ziemi Marii Byrd, między Siple Island i Wright Island . Ma ok. 113 km długości i w całości pokryta jest lodem . Między Wyspą Carneya a Siple Island znajduje się Russell Bay. 

## Historia
Wyspa – poza jej częścią południową – została zmapowana na podstawie zdjęć lotniczych wykonanych w styczniu 1947 podczas amerykańskiej Operacji Highjump (1946–1947) .